# SOHO复兴广场

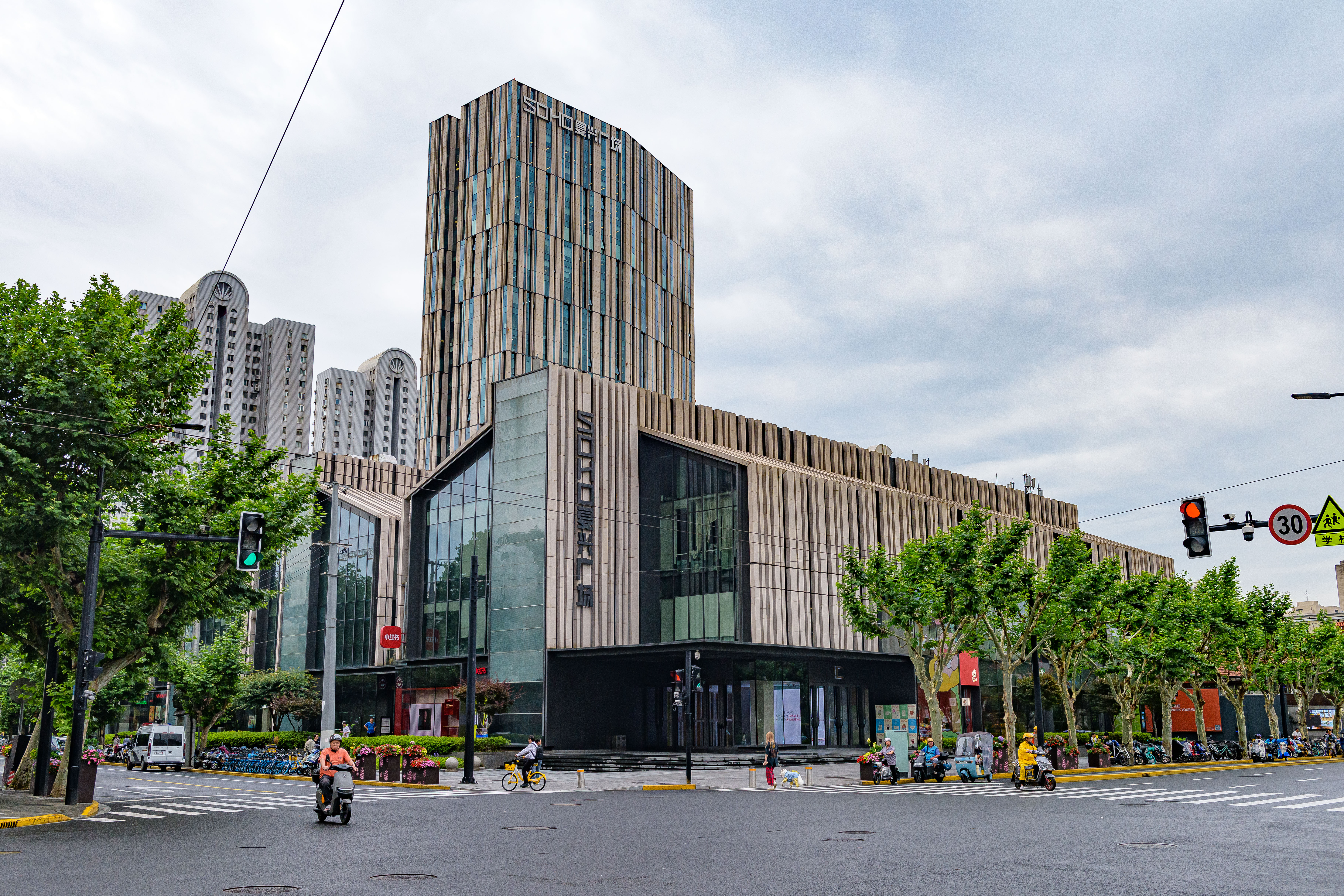
SOHO复兴广场，此处亦为小红书总部

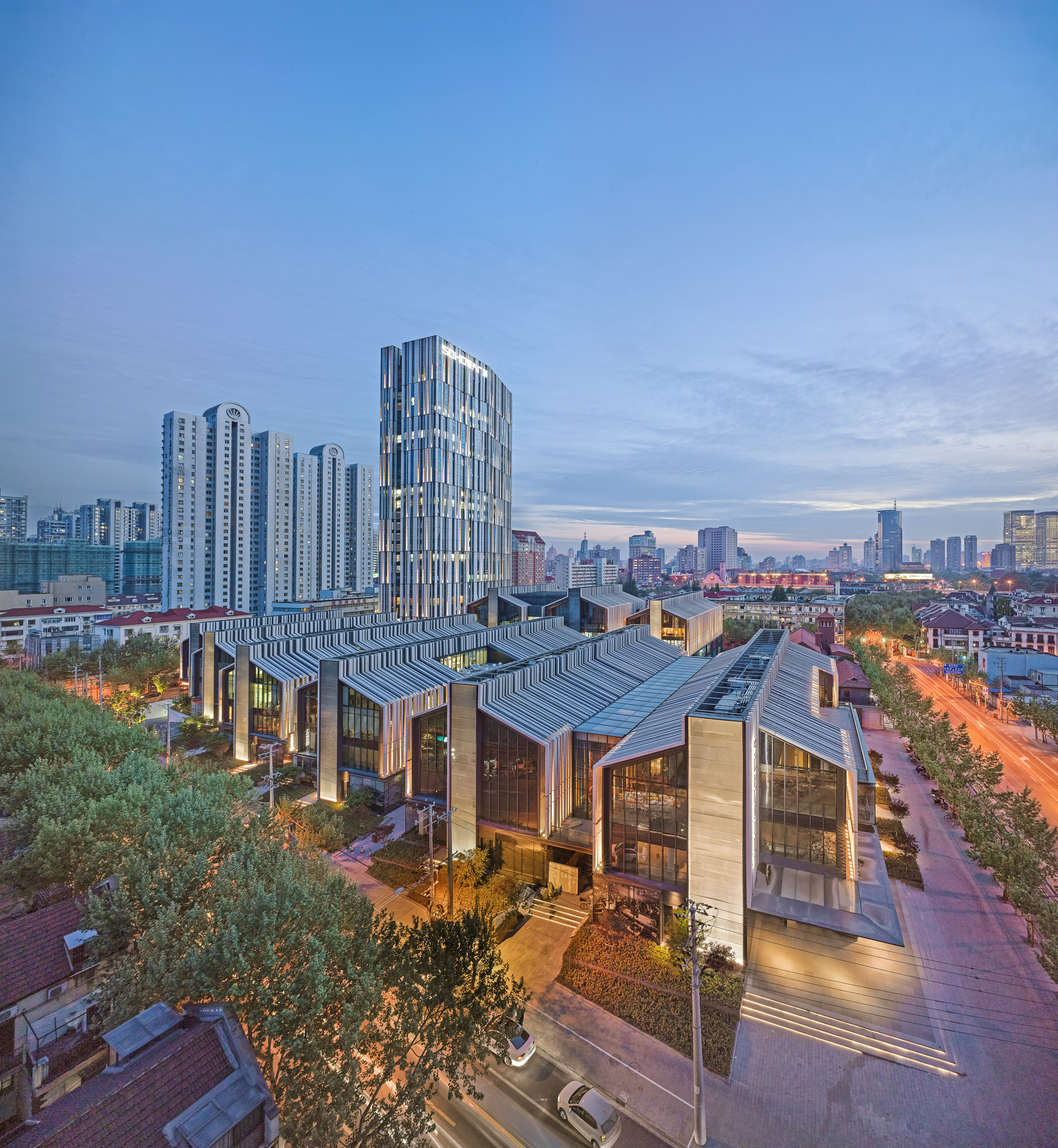
SOHO复兴广场

SOHO复兴广场是中華人民共和國上海市黃浦區的一座寫字樓和商業設施，建筑綜合體由九座长方形单体建筑以及一座高层建筑构成。該商業設施的业主為SOHO中国，建成於2015年。地上总建筑面積71565平方米，地下总建筑面积64975平方米。

## 外部連結
- 官方网站